# The Millionaires

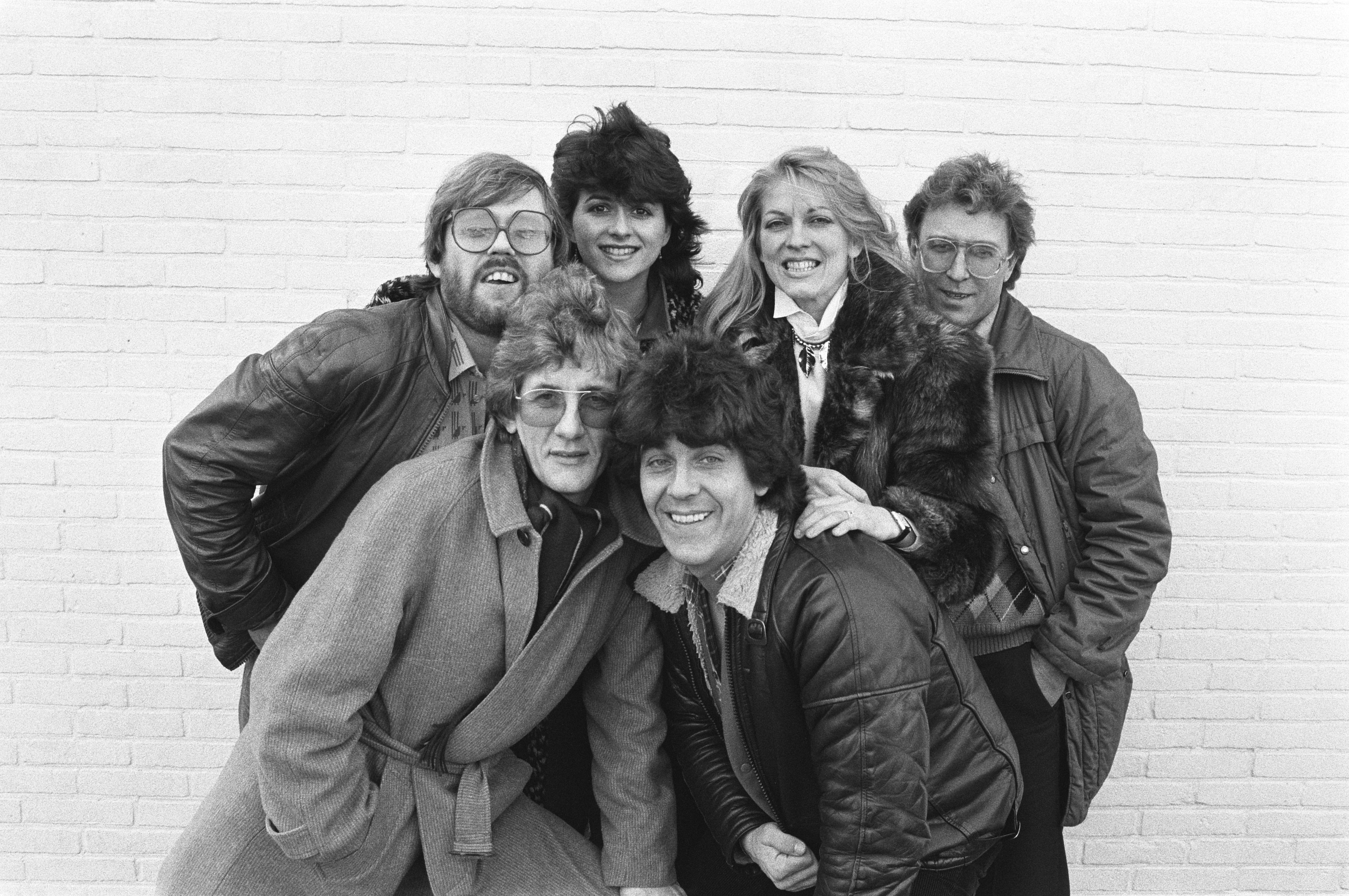
The Millionaires in 1982

The Millionaires was een Nederlandse popgroep, vooral bekend van het Nationaal Songfestival van 1982, waarbij ze meededen met het liedje Fantasy Island.

## Biografie
De groep The Millionaires ontstond in 1968 als zogenaamd top-40 orkest. Ze speelden covers van bekende nummers op partijen en bruiloften. 
De groep bestond uit Jay Delmore, Ronnie Fens, Paul Zwikker, Hans Keijser en Thijs de Graaf.
Ze maakte een aantal singles. Onder de naam Sympathy verscheen Morning Story en The Millionaires. 
In 1978 kwamen ze onder hoede van producer Peter Koelewijn. Deze produceerde en schreef vier nummers voor het vijftal, waarvan de eerste twee de Nederlandse Top 40 en de Nationale Hitparade bereikten. Tango motion kwam in december 1978 tot de 35e plaats en in september 1979 kwam The queen of Santa Maria tot #30. In die tijd viel de groep op door hun excentrieke kleding en zwarte hoeden. 
In 1980 volgden een album en twee nieuwe singles. Dit jaar halen the Millionaires hun ideeën uit Italië. Zo is hun nummer The Italian dream een medley van bekende Italiaanse liedjes en is Oh mama, oh papa een van oorsprong Italiaans nummer. Daarnaast komt er naar aanleiding van de Olympische Spelen van dat jaar een solosingle van Jay Delmore, getiteld: Never give in. Dit nummer werd mede gecomponeerd door de Italiaanse zanger Toto Cutugno. Geen van al deze projecten weet echter de hitlijsten te halen.
In 1981 vinden er grote veranderingen in en om de groep plaats. Zanger Jay Delmore verlaat de groep en wordt vervangen door de zangeressen Angela Irrgang en Carmen Montana. Daarnaast werd Piet Souer producer van de groep. De hoeden en excentrieke kleding waren inmiddels ook verdwenen. Als dit zestal verschenen ze in 1981 op het Nationaal Songfestival als begeleidingsgroep van de Amerikaanse zangeres Lucy Steymel bij haar nummer Stap voor stap. Dit nummer eindigde op een gedeelde zesde plaats. Later dat jaar brengen the Millionaires hun eerste single uit in de nieuwe samenstelling. Boys from the radio bereikt de tipparade.
Op het Nationaal Songfestival van 1982 doen the Millionaires zelfstandig mee met het nummer Fantasy island. Hoewel dat nummer favoriet is bij het publiek, wordt het liedje Jij en ik afgevaardigd naar het Eurovisiesongfestival, vertolkt door Bill van Dijk. Fantasy island komt in tegenstelling tot Jij en ik wel in de hitlijsten. In april van dat jaar komt het tot #31 in de Top 40 en in de Nationale Hitparade tot #32. Vrijwel direct daarna wordt het van oorsprong Nederlandstalige nummer gecoverd door de Britse groep Tight Fit. Zij scoren er in hun eigen land een #5-hit mee. In juli 1982 verlaat drummer Paul Zwikker de groep en wordt vervangen door Gerry Suring.
Na Fantasy island neemt het succes van de groep af. Er worden nog 2 singles gemaakt: Mickey's monkey in 1983 en Marlena, Marlena (Marlena) in 1985. De laatste weet tot de tipparade door te dringen. Daarna is er weinig meer van The Millionaires vernomen.

## Bezetting
- Paul Zwikker (drums)
- Thijs de Graaf (basgitaar)
- Suur de Groot (toetsen)
- Ronnie Fens (gitaar)
- Jay Delmore (zang) (tot 1980)
- Carmen Montana (zang) (vanaf 1980)
- Angela Irrgang (zang) (vanaf 1980)

## Discografie

### Singles
| Single met eventuele hitnotering(en) in de Nederlandse Top 40 | Datum van verschijnen | Datum van binnenkomst | Hoogste positie | Aantal weken | Opmerkingen |
| ------------------------------------------------------------- | --------------------- | --------------------- | --------------- | ------------ | ----------- |
| Tango motion                                                  | 1978                  | 2-12-1978             | 35              | 3            |             |
| The queen of Santa Maria                                      | 1979                  | 25-8-1979             | 30              | 3            |             |
| The Italian Dream                                             | 1980                  |                       |                 |              |             |
| The boys from the radio                                       | 1981                  | 24-10-1981            | tip             |              |             |
| Fantasy island                                                | 1982                  | 10-4-1982             | 31              | 3            |             |
| Marlena, Marlena (Marlena)                                    | 1985                  | 10-8-1985             | tip             |              |             |
| Marakesh / Love And Tequila                                   | 1986                  |                       |                 |              |             |